# Kanton Blois-2
Kanton Blois-2 (francouzsky Canton de Blois-2) je francouzský kanton v departementu Loir-et-Cher v regionu Centre-Val de Loire. Tvoří ho čtyři obce.

## Obce kantonu
- Blois (část)
- Cellettes
- Chailles
- Saint-Gervais-la-Forêt